# 中野常男
中野 常男（なかの つねお、1951年 - ）は、日本の会計学者。専攻は、会計史・簿記・財務会計。学位は、博士（経営学）（神戸大学）。元神戸大学大学院経営学研究科教授・元国士舘大学経営学部教授。元日本会計史学会会長・元日本簿記学会会長。大阪府守口市生まれ。

## 経歴
- 1951年 - 大阪府守口市にて出生。
- 1973年 - 神戸大学経営学部会計学科卒業。
- 1975年 - 神戸大学大学院経営学研究科修士課程修了。
- 1975年 - 神戸大学経営学部助手。
- 1978年 - 神戸大学経営学部講師。
- 1981年 - 神戸大学経営学部助教授。
- 1992年 - 博士（経営学）（神戸大学）（学位論文「資本主理論の史的展開過程に関する研究」[1]〈『会計理論生成史』として刊行〉）。
- 1993年 - 神戸大学経営学部教授。
- 1999年 - 神戸大学大学院経営学研究科教授（組織変更による）。
- 2002年 - 神戸大学大学院経営学研究科長（兼経営学部長）（-2004年）。
- 2005年 - 神戸大学学長補佐（-2007年）。
- 2007年 - 神戸大学理事（兼副学長）（-2009年）。日本会計史学会会長（-2009年）[2]。
- 2014年 - 日本簿記学会会長（ｰ2017年）
- 2016年 - 神戸大学定年退職, 名誉教授。
- 2016年 - 国士舘大学経営学部教授。
- 2021年 ‐ 国士舘大学定年退職。

## 主要著作
- 1992年 - 『会計理論生成史』中央経済社（単著）
- 1993年 - 『アメリカ現代会計成立史論』神戸大学経済経営研究所（山地秀俊・高須教夫との共著）。
- 1998年 - 『会計とイメージ』神戸大学経済経営研究所（山地秀俊・高須教夫との共著）。
- 1998年 - 『複式簿記会計原理』中央経済社（単著）。
- 2002年 - 「株式会社と企業統治：その歴史的考察―オランダ・イギリス両東インド会社にみる会社機関の態様と機能―」『経営研究』（神戸大学大学院経営学研究科：電子出版物）, No.49, 1-49頁（単著）。
- 2005年 - 『20世紀におけるわが国会計学研究の軌跡』白桃書房（戸田博之・興津裕康との共編著）。
- 2007年 - 『複式簿記の構造と機能―過去・現在・未来―』同文舘出版（編著）。
- 2012年 - 『体系現代会計学第8巻 会計と会計学の歴史』中央経済社（千葉準一との共編著）。
- 2014年 - 「18世紀イギリスの金融不祥事と会計監査―「南海の泡沫」（1720）における「会計士」の役割―」『経営研究』（神戸大学大学院経営学研究科：電子出版物）, No.59, 1-35頁（単著）。
- 2014年 - 『近代会計史入門』同文舘出版（清水泰洋との共編著）。
- 2016年 - 「わが国における会計史研究の先駆者たち―曾田愛三郎・海野力太郎・東奭五郎の簿記史研究について」『経営研究』（神戸大学大学院経営学研究科：電子出版物）, No.64, 1-154頁（単著）。
- 2019年 - 『近代会計史入門 第2版』同文舘出版（清水泰洋との共編著）。

## その他
- 1992年 - 日本会計研究学会・太田賞受賞（『会計理論生成史』（単著）中央経済社, 1992年）。
- 1992年 - 日経・経済図書文化賞受賞（『会計理論生成史』（単著）中央経済社, 1992年）。
- 2000年 - 公認会計士第二次試験委員（-2003年）。
- 2007年 - 日本簿記学会・学会賞受賞（『複式簿記の構造と機能―過去・現在・未来―』（編著）同文舘出版, 2007年）。
- 2007年 - 日本会計史学会会長（-2009年）。
- 2009年 - 税理士試験委員（-2012年）。
- 2014年 - 日本簿記学会会長（-2017年）[3]。
- 2015年 - 兵庫県功労者賞（教育）受賞